# BRCA1

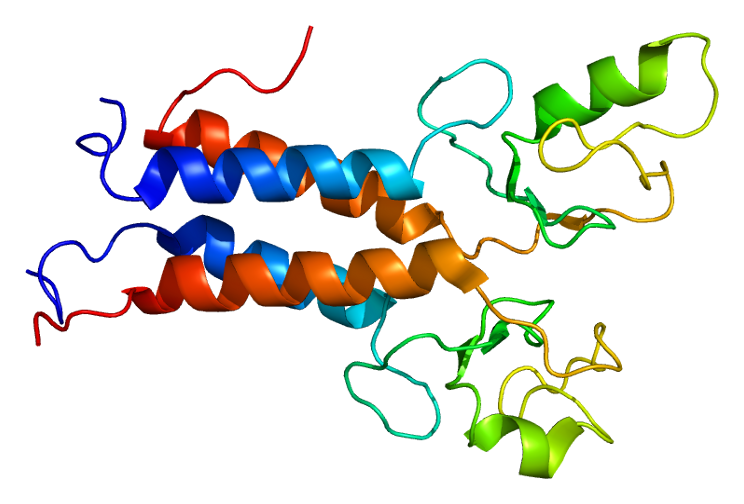
BRCA1 단백질

BRCA1(Breast cancer type 1)은 암억제유전자 중 하나로, DNA 수선에 관여한다. 이 유전자가 암호화하는 단백질도 BRCA1이라 부르기도 한다.
BRCA1은 BRCA2와 함께 DNA의 양가닥 절단(double-stranded break)의 수선에 관여하는 것으로 알려져 있으며, BRCA1 혹은 BRCA2에 변이를 갖고 있을 경우 유방암, 난소암에 걸릴 확률이 매우 높아짐이 알려져 있다. 2011년 스탠퍼드 대학교 연구진에 의해 BRCA1 및 BRCA2 유전자 변이를 갖고 있는 경우 난소암, 유방암 및 기타 질병에 걸릴 확률을 계산해주는 도구가 개발되어 사용되고 있다. 2013년 안젤리나 졸리가 이 유전자에 돌연변이를 갖고 있는 사실을 안 후 예방적 유방 및 난소 절제술을 받았다.

## 발견
유방암 민감도에 관련된 DNA 복원 효소를 암호화하는 유전자의 존재 가능성은 1990년 캘리포니아 대학교 버클리의 메리 클레어 킹 연구실에서 처음으로 제시하였다. 그로부터 4년 간 그 유전자를 발견하고자 한 많은 연구진의 노력 끝에 1994년, 유타 대학교의 연구진을 포함한 연구팀이 이 유전자를 클로닝하는데 성공했다.